# Tekkali
Tekkali es una ciudad censal situada en el distrito de Srikakulam en el estado de Andhra Pradesh (India). Su población es de 28631 habitantes (2011). Se encuentra a 160 km de Visakhapatnam y a 53 km de Srikakulam. 

## Demografía
Según el censo de 2011 la población de Tekkali era de 28631 habitantes, de los cuales 13934 eran hombres y 14697 eran mujeres. Tekkali tiene una tasa media de alfabetización del 77,07%, superior a la media estatal del 67,02%: la alfabetización masculina es del 85,12%, y la alfabetización femenina del 69,55%.